# Slaget vid Stones River
Slaget vid Stones River eller Andra slaget vid Murfreesboro (i sydstaterna bara känt som Slaget vid Murfreesboro), utkämpades från den 31 december 1862 till den 2 januari 1863 i mellersta Tennessee och var kulmen på ett fälttåg i området under det amerikanska inbördeskriget. Trots att striden inte vanns av någon, ledde den till ett välbehövlig lyft för unionssoldaternas moral efter nederlaget vid Fredericksburg, och den krossade sydstatsarméns strävan efter kontroll över mellersta Tennessee.

## Slagets förlopp

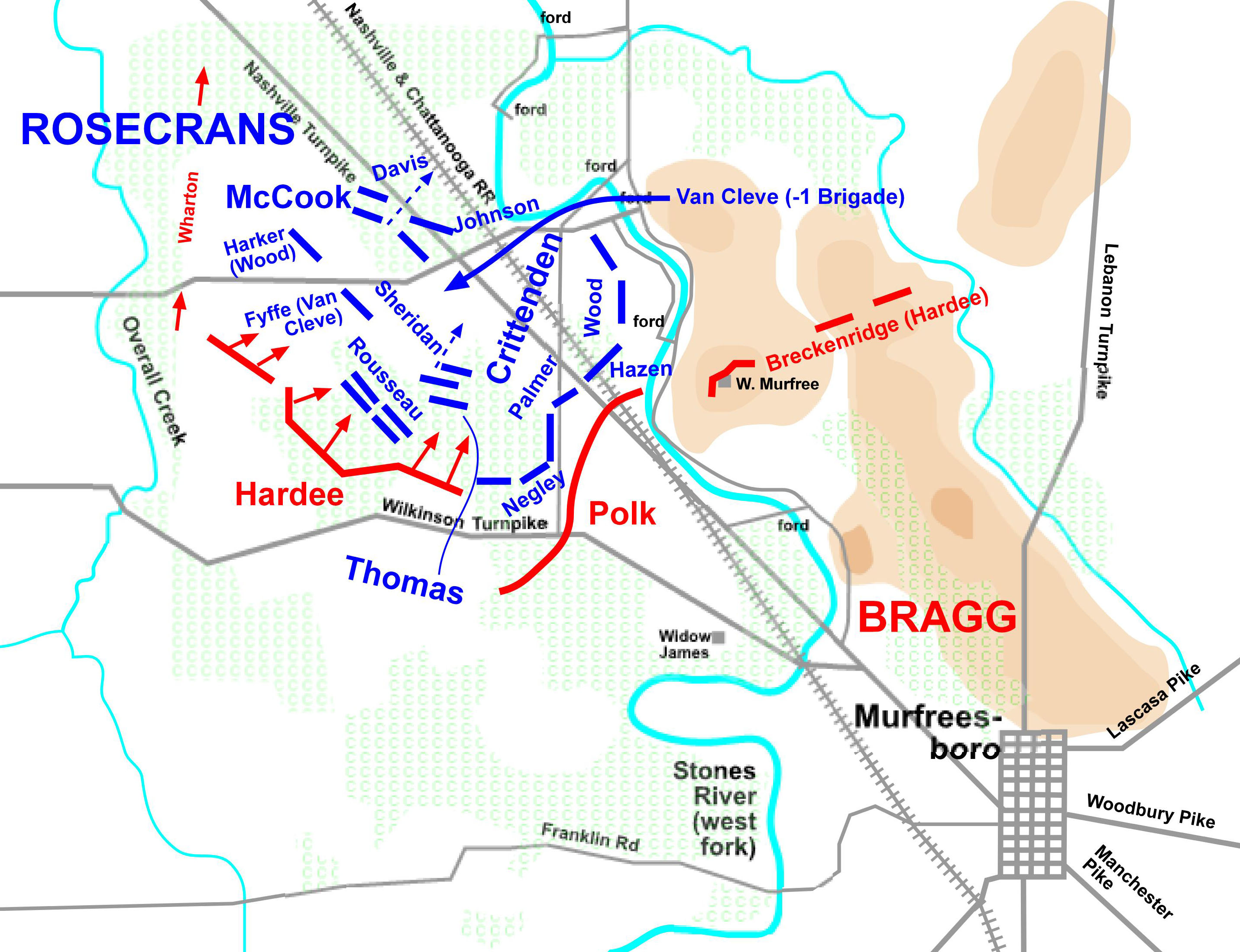
Karta över slaget vid Stones River 31 december 1862.

Unionsgeneralmajoren William S. Rosecrans Cumberlandarmé marscherade från Nashville, Tennessee, den 26 december 1862 för att utmana general Braxton Braggs Tennesseearmé vid Murfreesboro. Den 31 december planerade båda befälhavarna att attackera respektive motståndares högra flank, men Bragg hann slå till först. Ett stort anfall under ledning av generalmajor William J. Hardees kår, följt av Leonidas Polks kår, övermannade flygeln under befäl av generalmajor Alexander M. McCook. Brigadgeneral Philip Sheridans division försvarade ståndaktigt högra mittre flygeln och förhindrade därmed dess totala sammanbrott. Unionstrupperna intog en tät försvarsposition vid Nashville Turnpike. Upprepade konfederationsanfall under ledning av överste William B. Hazens brigad slogs tillbaka från denna koncentrerade linje, främst från en samling cederträn kallade "Round Forest". Bragg försökte fortsätta anfallet med generalmajor John C. Breckinridges styrkor, men trupperna anlände för sent och deras spridda attacker misslyckades.

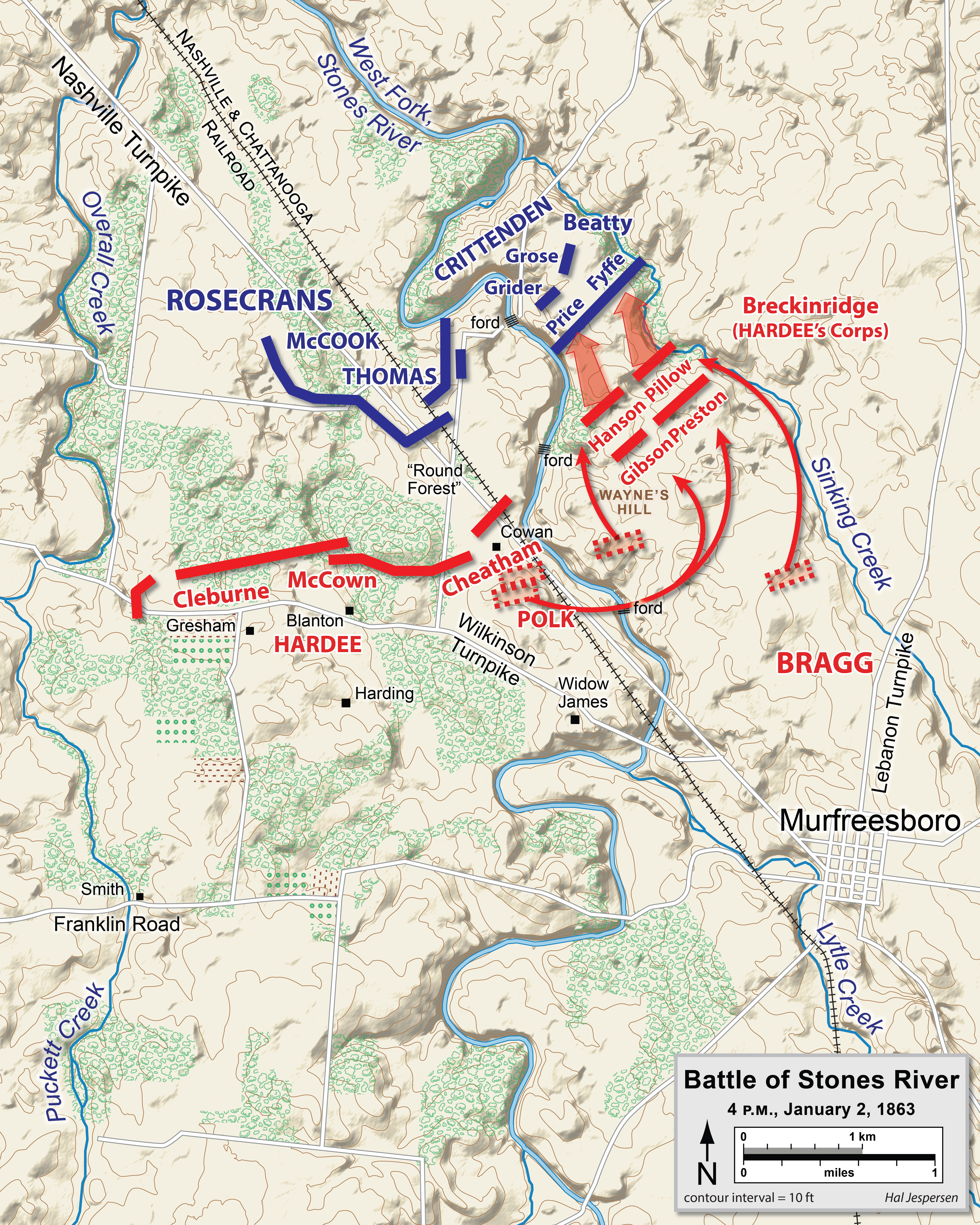
Karta över slaget vid Stones River 2 januari 1863.

Striderna återupptogs den 2 januari 1863, då Bragg beordrade Breckinridge att anfalla de välbefästa unionsstyrkorna på en kulle öster om Stones River. Konfederationstrupperna mötte ett övermäktigt artilleri och slogs tillbaka med stora förluster som följd. Medveten om att Rosecrans fick förstärkningar, valde Bragg den 3 januari att retirera med sin armé till Tullahoma, Tennessee.